# Liste alphabétique des philosophes antiques
- Haut – A
- B
- C
- D
- E
- F
- G
- H
- I
- J
- K
- L
- M
- N
- O
- P
- Q
- R
- S
- T
- U
- V
- W
- X
- Y
- Z

## A
- Abbaucas
- Agrippa (fin du Ier siècle apr. J.-C.)
- Anaxagore (v. -500 ~ v. -428)
- Anaximandre (-610 ~ -546)
- Anaximène de Milet (v. -586 ~ -526)
- Andocide (v. -440 ~ v. -392)
- Antiphon
- Antisthène (-444 ~ -371)
- Arcésilas de Pitane (début du IIIe siècle)
- Archélaos de Milet (Ve siècle av. J.-C.)
- Archytas de Tarente (v. -435 ~ -347)
- Aristippe de Cyrène  (-435 ~ -355)
- Aristote (-384 ~ -322)
- Augustin d'Hippone (Aurelius Augustinus) (354 ~ 430)

## B
- Bias de Priène
- Bion
- Boèce (480 - 524)

## C
- Caecilius
- Caecilius Metellus Numidicus
- Caecilius Statius
- Caecina (aulus -)
- Caelestius
- Caerellia
- Caerellius (quintus -)
- Caesar (c. iulius -)
- Cailianos (t. varius -)
- Cainias de Tarente
- Calaïs de Rhégium
- Calcidius
- Callaischros (t. flavius -)
- Cal(l)anus
- Callias d'Aixonè
- Callias d'Alopékè
- Calliclès
- Calliclès de Larisse
- Callicratidas de Sparte
- Calliétès
- Calligénès
- Callimaque de Cyrène
- Callimbrotos de Caulonie
- Callinicus Suetorius
- Callinicus <valerius>
- Callinos
- Callinos d'Hermione
- Calliphon
- Calliphon de Crotone
- Callippe
- Callippe d'Athènes
- Callippe de Corinthe
- Callippe de Cyzique
- Callisthène
- Callisthène d'Olbia
- Callisthène d'Olynthe
- Callistrate
- Cantharos de Sinope
- Canus (iulius -)
- Capion ou Capionos
- Capito (sextus iulius ? -)
- Carnéade (v. -215 ~ v. -129)
- Carnéade d'Athènes
- Carnéade de Cyrène
- Carnéade le Jeune
- Carnéiscos
- Carnéios de Mégare
- Carophantidas de Tarente
- Chârvâka
- Chilon le Lacédémonien
- Chrysippe de Soles (-281 ~ v. -205)
- Cicéron (-106 ~ -43)
- Cléanthe (-331 ~ -232)
- Cléobule de Lindos (v. -630 ~ v. -560)
- Critolaos
- Critias (v. -460 ~ -403)

## D
- Douris de Samos (v. -340 ~ v. -260)
- Démocrite (v. -460 ~ v. -370)
- Diogène de Sinope (v. -400 - v. -325)
- Damascios 480–550?

## E
- Empédocle  (-493 ~ -433)
- Énésidème (v. -80 ~ 130)
- Épictète (v. 50 - v. 130)
- Épicure de Samos (-341 ~ -270)
- Ératosthène (-284 ~ -192)
- Euclide de Mégare (v.450 - 340)

## F
- Favorinus d'Arles (vers 80 - 90 apr. J.-C. - vers 150)

## G
- Gorgias de Léontinum (-487 ~ -380)

## H
- Héraclite (v. -550 ~ v. -480)
- Héraclide du Pont
- Héraclite de Tyr
- Hipparchia
- Hypatie (v. 370 - 415)

## I
- Iccos de Tarente
- Ichthyas
- Idaeus Himareus
- Idoménée de Lampsaque
- Ion de Chios
- Isocrate (-436 ~ -338)

## J
- Jamblique (283 - 333)

## L
- Leucippe de Milet (v. -460 ~ -370)
- Lucrèce (v. -98 - v. -54)

## M
- Marc Aurèle (121 - 180)
- Mélissos
- Ménodote de Nicomédie (fin Ier siècle apr. J.-C.)
- Métrodore de Lampsaque (l'ancien)
- Métrodore de Chio

## P
- Panétios de Rhodes (v. -180 ~ v. -110)
- Parménide l'Eléen (v. -515 ~ v. -440 ou -450)
- Périandre de Corinthe
- Persée de Cition (307 av. J.-C. - 243 av. J.-C.)
- Pittacos de Mytilène
- Philodème de Gadara (v. 110 ~ v.40)
- Philolaos de Crotone
- Philon d'Alexandrie  (v. -13 ~ v. 54)
- Platon (-428 ~ -347)
- Plotin (205 ~ 270)
- Plutarque (50 ~ 125)
- Polémon d'Athènes (mort v. -270)
- Polémon de Laodicée (v. 90 - 144)
- Porphyre de Tyr (233 ~ 304)
- Posidonios d'Apamée ou de Rhodes (v. -135 ~ v. -50)
- Proclos (412 ~ 485)
- Protagoras d'Abdère  (-490 ~ -408)
- Pyrrhon d'Élis (-365 ~ -275)
- Pythagore de Samos (v. -580 ~ -500)

## S
- Sénèque (-4 ~ 65)
- Sextus Empiricus (début du IIIe siècle apr. J.-C.)
- Socrate (-470 ~ -399)
- Solon l'Athénien (640 ~ 558)
- Speusippe

## T
- Thalès (-625 ~ -547)
- Théophraste (v. -372 ~ v. -287)
- Timée de Locres  (Ve siècle av. J.-C.)
- Timon de Phlionte (vers 325 av. J.-C. - 235 av. J.-C.)

## X
- Xenarque de Séleucie  (v. -110 ~ v. -30)
- Xénophane (fin VIe ~ début Ve av. J.-C.)
- Xénophon (v. -430 ~ v. -355)
- Xénocrate le Chalcédonien (v. -400 ~ v. -314)

## Z
- Zacharias de Gaza
- Zaleucos de Locres
- Zalmoxis (ou Zamolxis)
- Zénobie de Palmyre
- Zénobios
- Zénodore de Tyr
- Zénodote d'Alexandrie
- Zénodote de Chypre
- Zénon :
  - Zénon d'Alexandrie
  - Zénon d'Élée  (v. -490 ~ fin Ve siècle av. J.-C.)
  - Zénon de Cition (-335 ~ -264)
  - Zénon de Pergame
  - Zénon de Sidon (épicurien)
  - Zénon de Sidon (stoïcien)
  - Zénon de Tarse
- Zéthus l'Arabe
- Zeuxippe de Sparte
- Zeuxis Goniopous
- Zoïlos d'Amphipolis
- Zopyre
- Zoroastre
- Zosime de Panopolis
- Zoticus